# Deep Tracts of Hell
Deep Tracts of Hell je druhé studiové album norské black/thrashmetalové kapely Aura Noir z roku 1998. Nahrávání se z důvodu zaneprázdnění u své tehdejší domovské kapely Mayhem nezúčastnil kytarista Rune Eriksen.
Na albu je patrný výrazný vliv black metalu – Moe byl ve stejné době členem Dødheimsgard a spolupracoval na albech Monumental Possession a Satanic Art. Eide je bývalým členem kapel Ulver a Satyricon a později se oba hudebníci podíleli na nahrávání alba 666 International od Dødheimsgard.

## Seznam skladeb
| Pořadí         | Název                      | Hudba          | Text           | Délka |
| -------------- | -------------------------- | -------------- | -------------- | ----- |
| 1.             | Deep Tracts of Hell        | Eide           | Eide           | 1:57  |
| 2.             | Released Damnation         | Eide/Moe       | Moe            | 4:23  |
| 3.             | Swarm of vultures          | Eide           | Eide           | 2:45  |
| 4.             | Blood Unity                | Eide/Moe       | Moe            | 4:47  |
| 5.             | Slasher                    | Eide           | Eide           | 3:29  |
| 6.             | Purification of Hell       | Eide/Moe       | Moe            | 2:46  |
| 7.             | The spiral scar            | Eide           | Eide           | 4:27  |
| 8.             | The beautiful darkest path | Eide/Moe       | Moe            | 4:31  |
| 9.             | Broth of oblivion          | Eide           | Eide           | 4:41  |
| 10.            | To wear the mark           | Eide/Moe       | Moe            | 3:26  |
| Celková délka: | Celková délka:             | Celková délka: | Celková délka: | 37:08 |

## Sestava
- Carl-Michael Eide – baskytara, kytara, bicí (skladby 2,4,5,6,8,10), zpěv (skladby 1,3,5,7,9)
- Ole Jørgen Moe – kytara, baskytara, bicí (skladby 1,3,7,9), zpěv (skladby 2,4,6,8,10)
- Sverr Dæhli (Audiopain) – kytara (skladba 2)